# Sôl austan, Mâni vestan
A Sôl austan, Mâni vestan a norvég egyszemélyes zenekar Burzum tizedik nagylemeze. 2013 februárjában lett bejelentve, és 2013. május 27-én jelent meg a Byelobog Productions kiadó által.
Az album a Burzum harmadik elektronikus albuma, az 1997-es Dauði Baldrs és az 1999-ben megjelent Hliðskjálf után, amelyeket Varg Vikernes börtönévei alatt vett fel. A többi Burzum-album leginkább a black metal műfajba sorolható be.
Az album dalai megtalálhatók a ForeBears című film zenéjében, amit Varg Vikernes és felesége rendezett.
Az album borítója a legtöbb Burzum-albumhoz hasonlóan egy ismert festmény része vagy egésze: a Sôl austan, Mâni vestan borítója a spanyol festő,  Ulpiano Checa The Rape of Proserpina című műve.

## Számlista
| 1.    | Sôl austan          | East of the Sun        | 4:22 |
| 2.    | Rûnar munt þû finna | You Shall Find Secrets | 3:28 |
| 3.    | Sôlarrâs            | Sun-Journey            | 4:04 |
| 4.    | Haugaeldr           | Burial Mound Fire      | 7:26 |
| 5.    | Feðrahellir         | Forebear-Cave          | 5:21 |
| 6.    | Sôlarguði           | Sun-God                | 7:12 |
| 7.    | Ganga at sôlu       | Deasil                 | 5:58 |
| 8.    | Hîð                 | Bear's Lair            | 6:24 |
| 9.    | Heljarmyrkr         | Death's Darkness       | 4:02 |
| 10.   | Mâni vestan         | West of the Moon       | 5:55 |
| 11.   | Sôlbjörg            | Sunset                 | 4:00 |
| 58:12 |                     |                        |      |

## Közreműködők
- Varg Vikernes – zene, produkció

## Fordítás
Ez a szócikk részben vagy egészben  a   Sôl austan, Mâni vestan című angol Wikipédia-szócikk fordításán alapul.  Az eredeti cikk szerkesztőit annak laptörténete sorolja fel. Ez a jelzés csupán a megfogalmazás eredetét és a szerzői jogokat jelzi, nem szolgál a cikkben szereplő információk forrásmegjelöléseként.